# Szkoła Podoficerska SONDA w Zegrzu

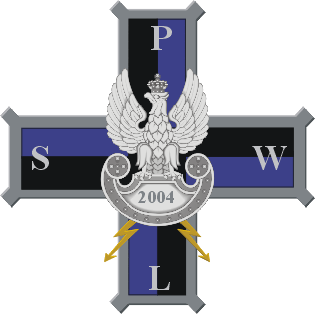
Symbol Szkoły Podoficerskiej Wojsk Łączności w Zegrzu (2002-2010)

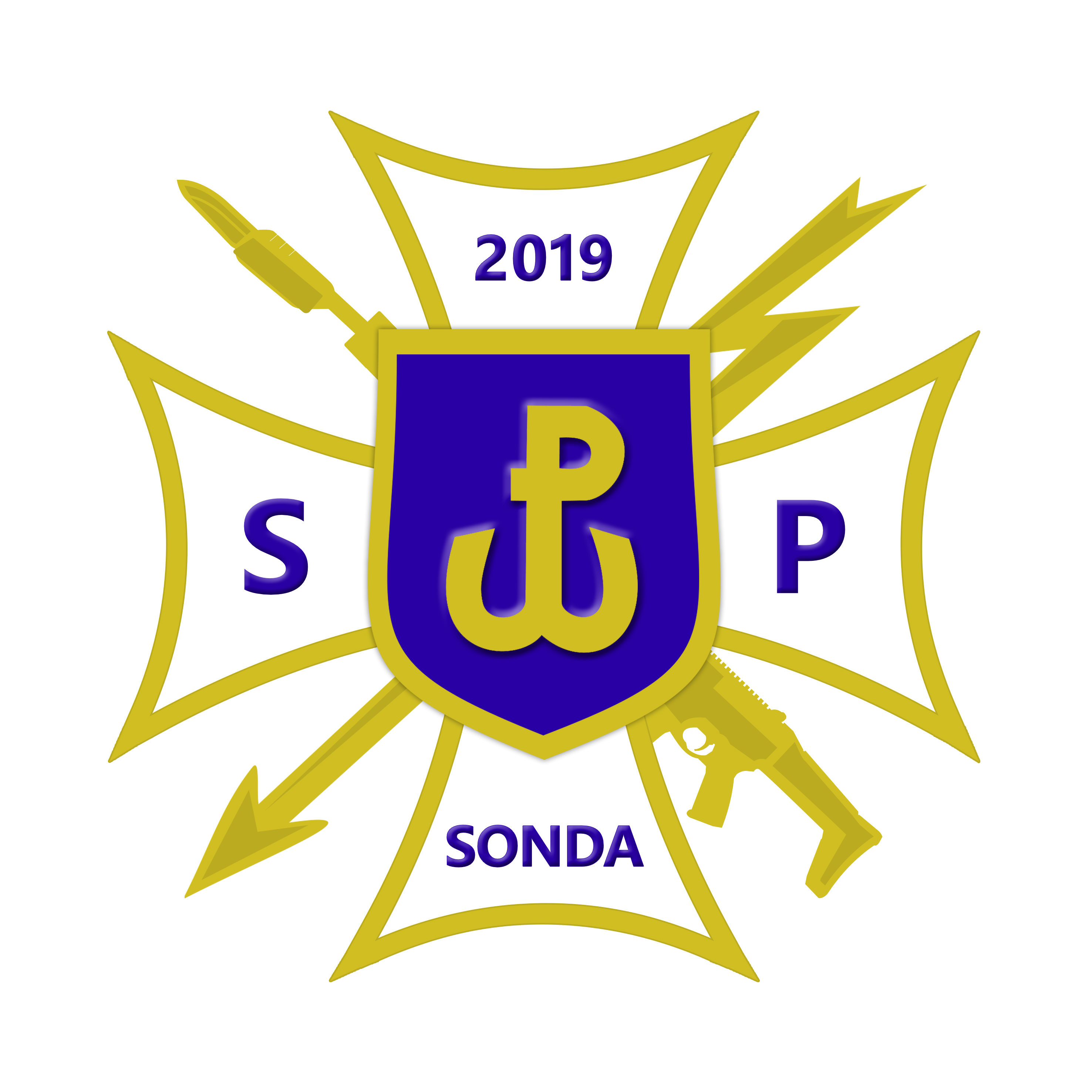
Odznaka Pamiątkowa Szkoły Podoficerskiej SONDA w Zegrzu

Szkoła Podoficerska SONDA im. Włodzimierza Markowskiego, ps. „Rybka” w Zegrzu (d. Szkoła Podoficerska Wojsk Lądowych im. gen. bryg. prof. Elżbiety Zawackiej) – szkoła wojskowa w Zegrzu, kształcąca podoficerów na potrzeby Wojsk Obrony Terytorialnej Rzeczypospolitej Polskiej. Oddziałem gospodarczym dla szkoły jest Centrum Szkolenia Łączności i Informatyki.
Szkoła przygotowuje podoficerów w specjalnościach: łączności i informatyki: eksploatacja systemów łączności, rozpoznanie i zakłócenia radiowe oraz technicznej.

## Historia
Szkoła sformowana została w Zegrzu w lipcu 2002 r. i podporządkowana została dowódcy Wojsk Lądowych. Kształciła podoficerów wojsk łączności na potrzeby Sił Zbrojnych RP, a jej absolwenci mianowani byli na stopień kaprala. Szkoła funkcjonowała na prawach jednostki wojskowej, w oparciu o statut nadany przez dowódcę WL. 8 listopada 2009 szkoła przyjęła imię gen. bryg. prof. Elżbiety Zawackiej Szkoła została rozformowana 31 grudnia 2010.
Z dniem 1 października 2019 r. szkoła została sformowana ponownie jako Szkoła Podoficerska SONDA w Zegrzu i Toruniu, o tym samym profilu kształcenia (z wyjątkiem szkolenia orkiestr, które przeniesione zostało do szkoły w Poznaniu), ale odtąd na potrzeby Wojska Obrony Terytorialnej. Decyzją Ministra Obrony Narodowej z dnia 25 października 2021 r. szkoła otrzymała imię Włodzimierza Markowskiego, ps. „Rybka”, a następnie 1 stycznia 2022 r. zmieniono szkole nazwę na Szkoła Podoficerska SONDA w Zegrzu.

Oznaki rozpoznawcze Szkoły Podoficerskiej Wojsk Obrony Terytorialnej (wzór 2019)
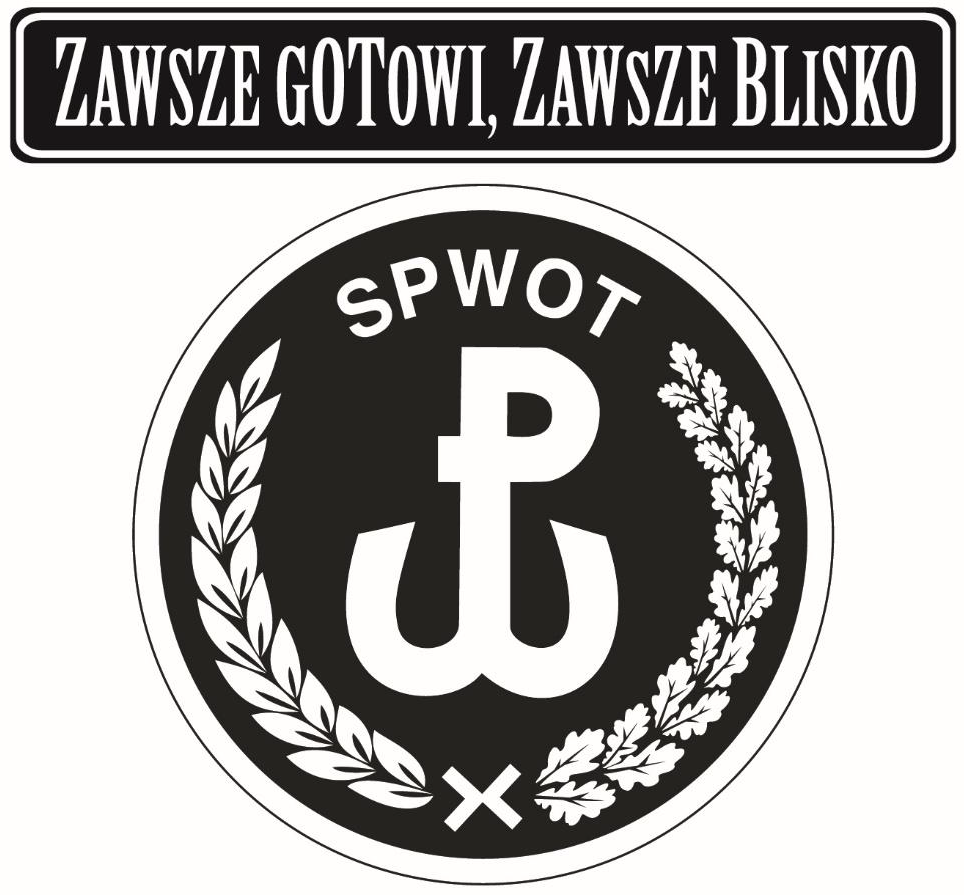
na mundur wyjściowy
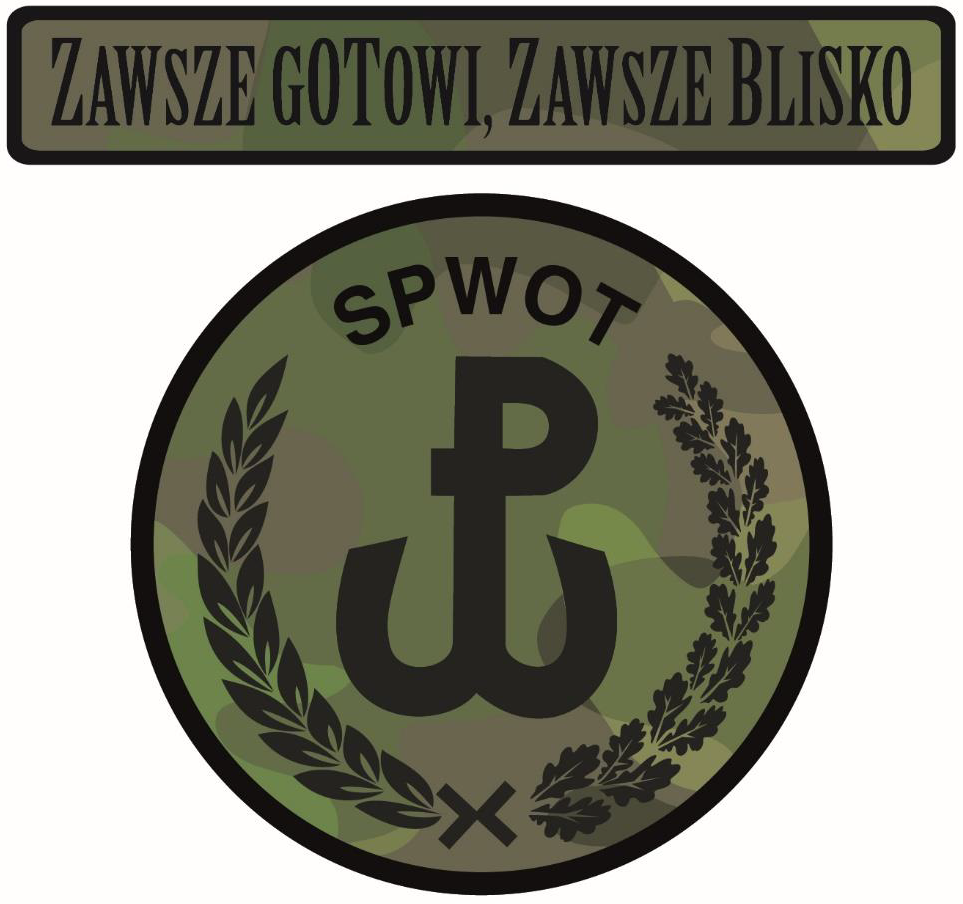
na mundur polowy

Insygnia Szkoły Podoficerskiej SONDA (wzór 2021)
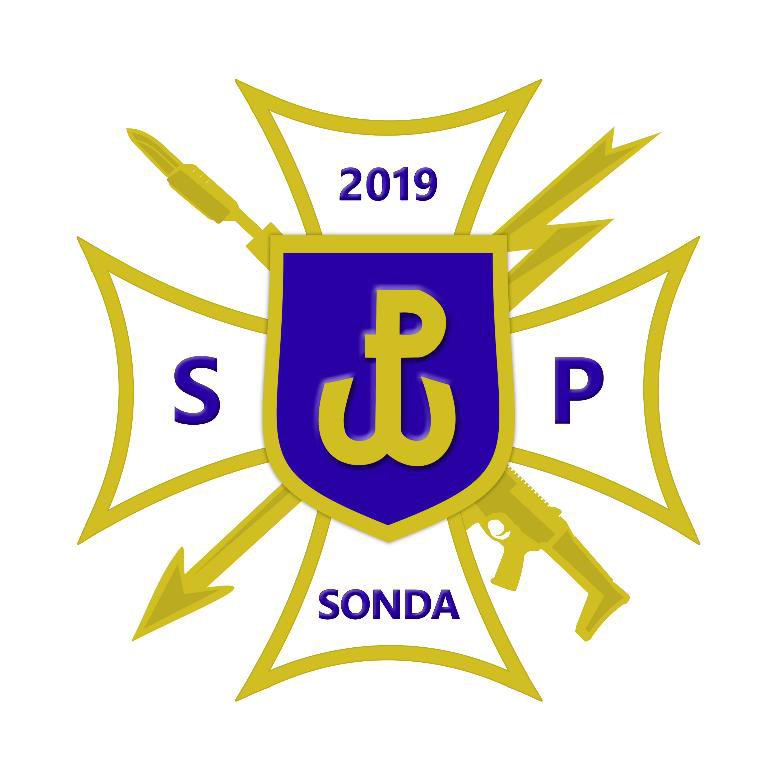
Odznaka pamiątkowa dla żołnierzy zawodowych i pracowników wojska – awers
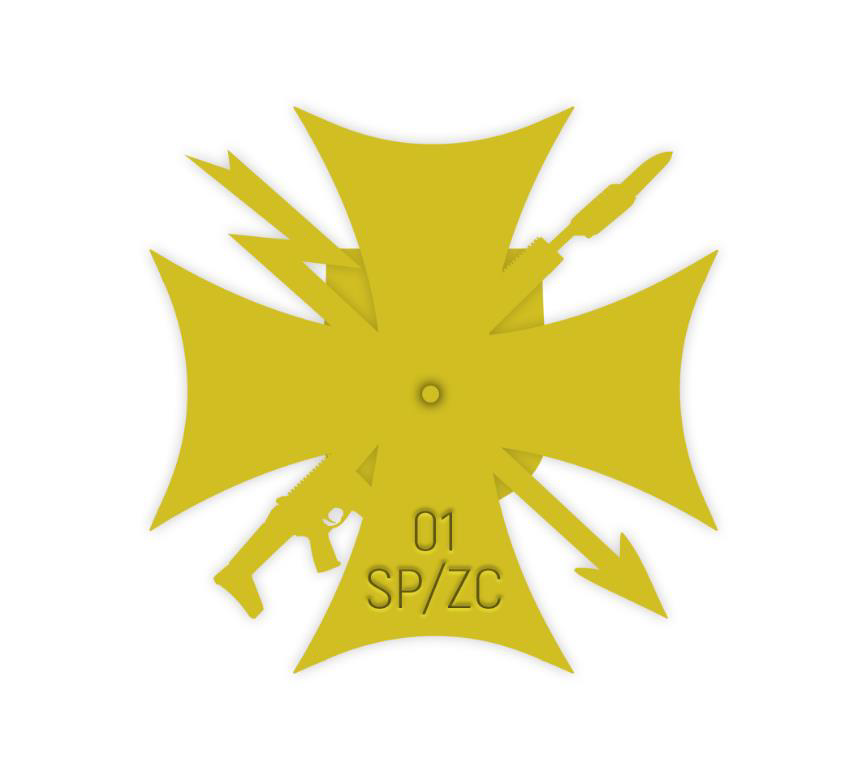
Odznaka pamiątkowa dla żołnierzy zawodowych i pracowników wojska – rewers
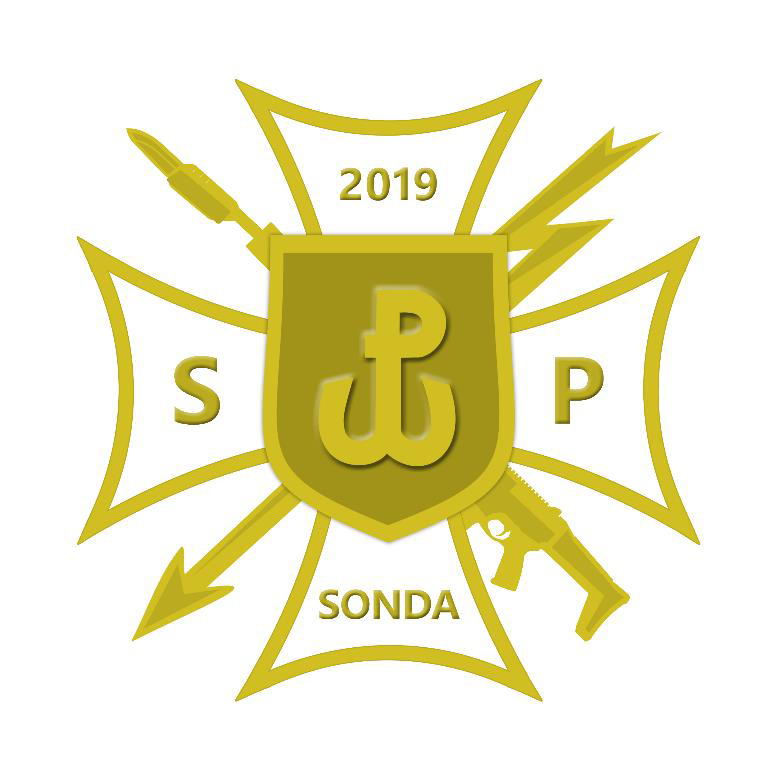
Odznaka pamiątkowa dla szczególnie zasłużonych – awers
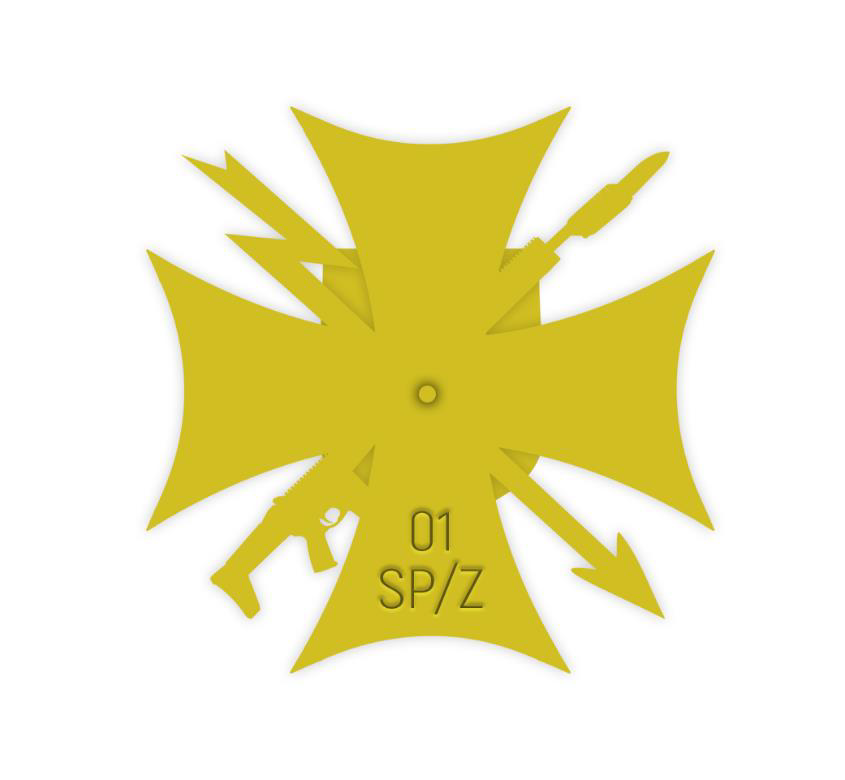
Odznaka pamiątkowa dla szczególnie zasłużonych – rewers
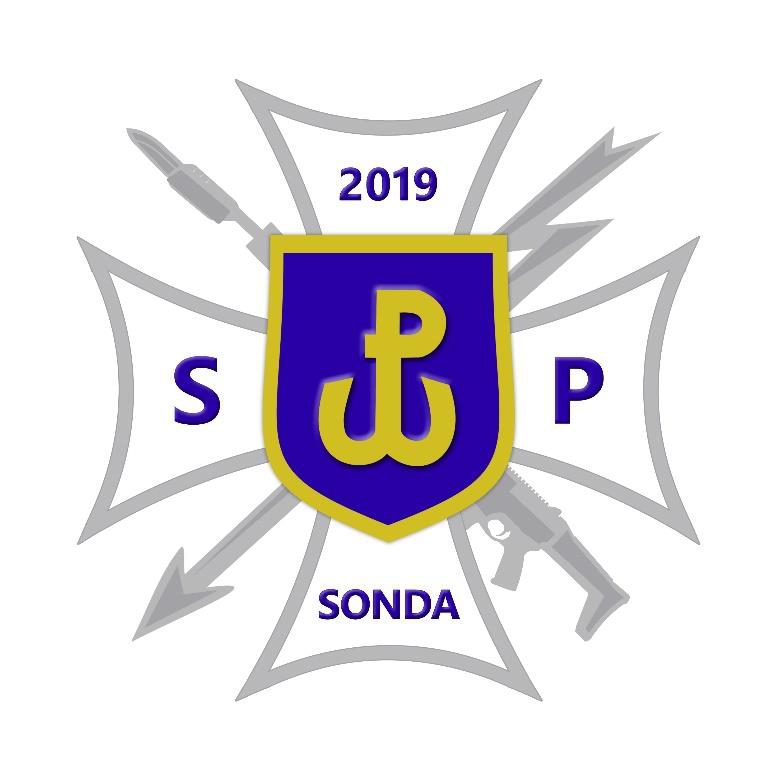
Złota odznaka absolwenta – awers
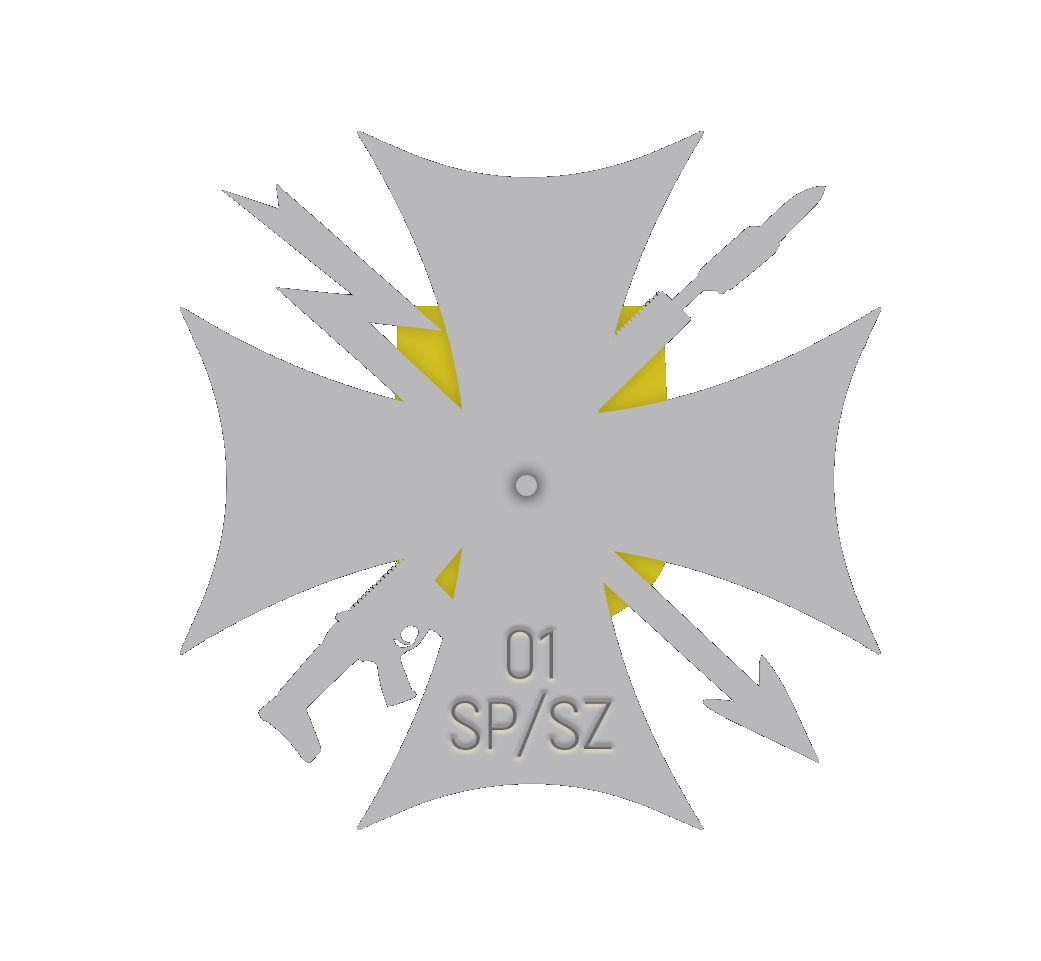
Złota odznaka absolwenta – rewers
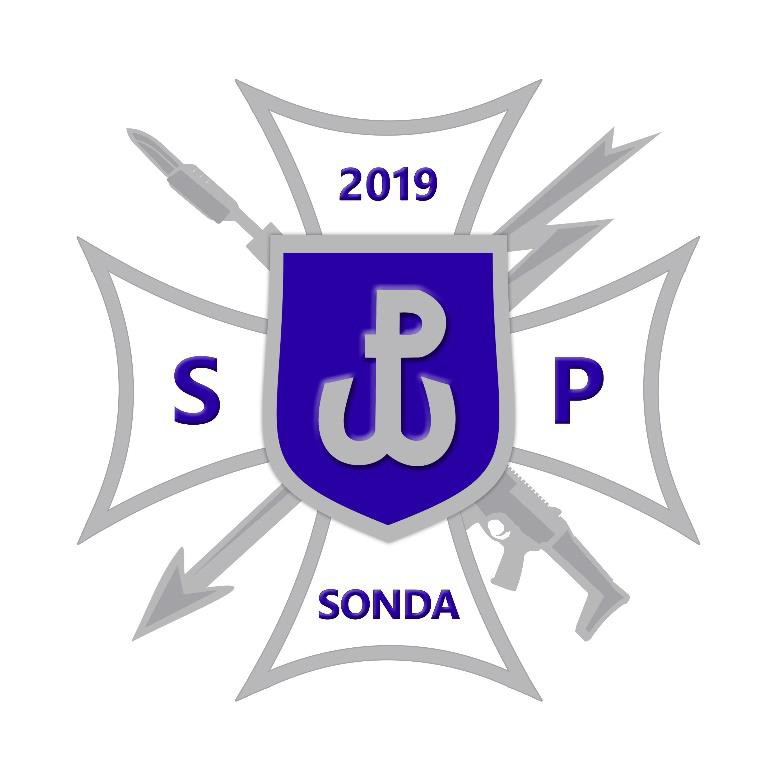
Srebrna odznaka absolwenta – awers
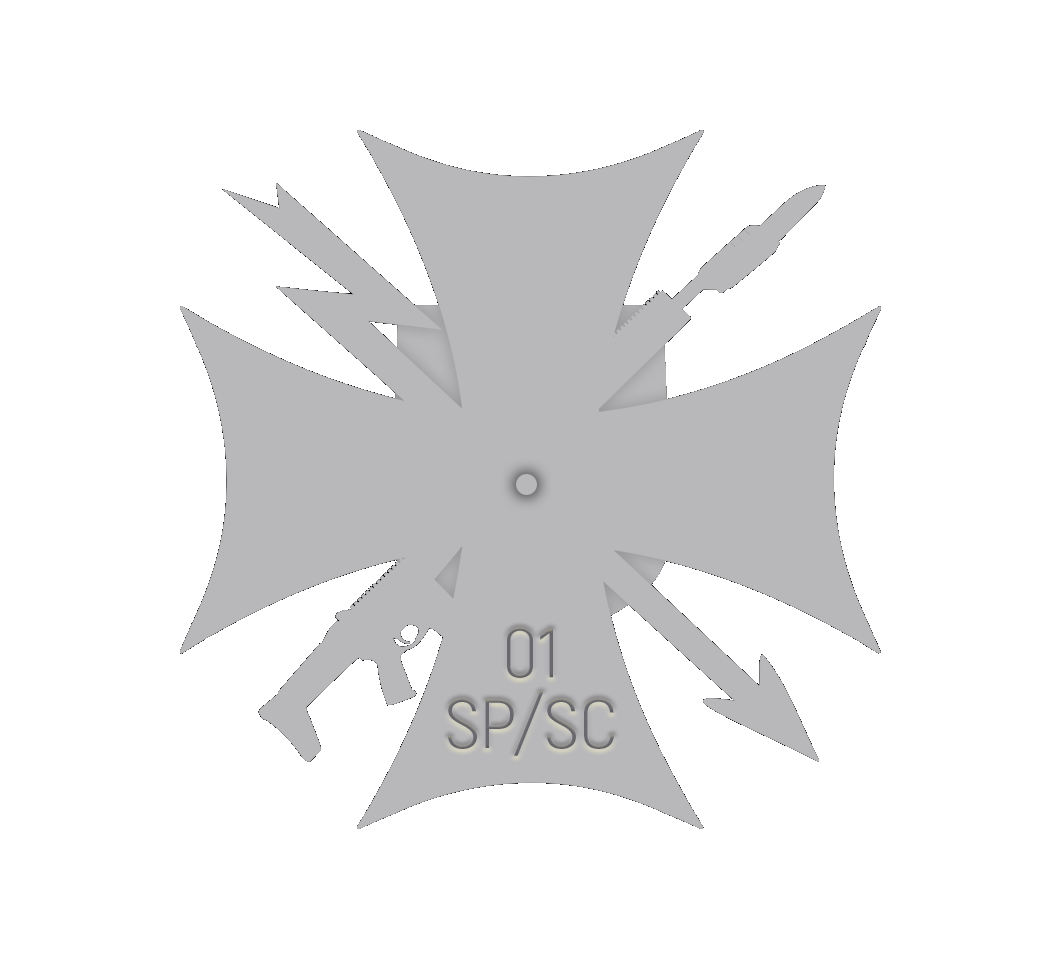
Srebrna odznaka absolwenta – rewers
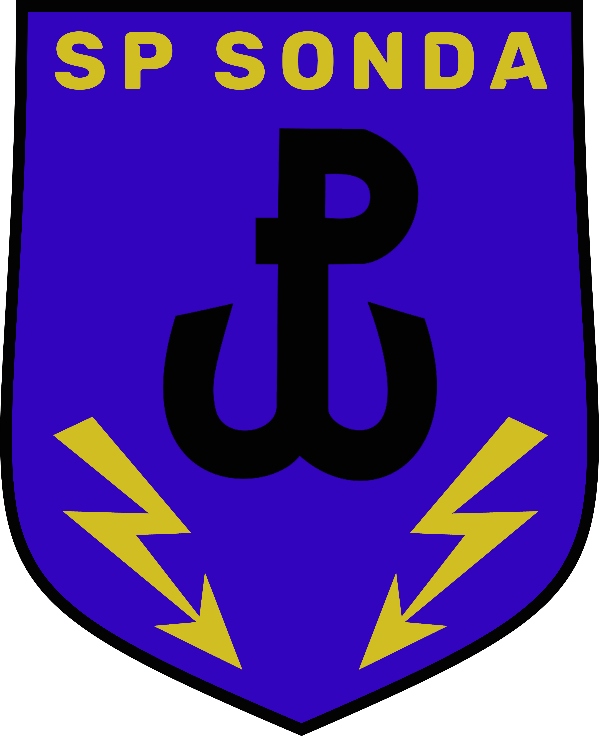
Oznaka rozpoznawcza na mundur wyjściowy
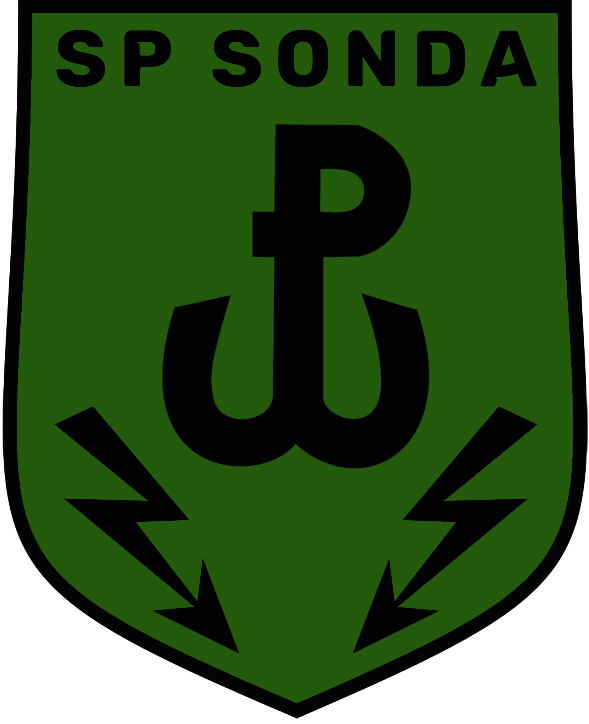
Oznaka rozpoznawcza na mundur polowy